# Psychotria tricolor
Psychotria tricolor är en måreväxtart som beskrevs av Ined.. Psychotria tricolor ingår i släktet Psychotria och familjen måreväxter. Inga underarter finns listade i Catalogue of Life.